# Mathew Quinn
Mathew Quinn (Salisbury, 17 aprile 1976) è un velocista sudafricano.
In carriera è stato campione mondiale della staffetta 4×100 metri ad Edmonton 2001.

## Record nazionali

### Seniores
- Staffetta 4×200 metri: 1'22"06 ( Port Elizabeth, 1º marzo 2002) (Marcus la Grange, Mathew Quinn, Josef van der Linde, Paul Gorries)

## Palmarès
| Anno | Manifestazione  | Sede             | Evento      | Risultato        | Prestazione | Note             |
| ---- | --------------- | ---------------- | ----------- | ---------------- | ----------- | ---------------- |
| 1999 | Universiadi     | Palma di Maiorca | 100 m piani | Bronzo           | 10"42       |                  |
| 1999 | Mondiali        | Siviglia         | 100 m piani | Quarti di finale | 10"24       |                  |
| 1999 | Mondiali        | Siviglia         | 4×100 m     | 6º               | 38"74       | Record nazionale |
| 2000 | Giochi olimpici | Sydney           | 100 m piani | Quarti di finale | 10"27       |                  |
| 2001 | Mondiali        | Edmonton         | 100 m piani | Batteria         | 10"43       |                  |
| 2001 | Mondiali        | Edmonton         | 4 × 100 m   | Oro              | 38"47       | Record nazionale |